# Nicefor Focas cel Bătrân
Nicefor Focas cel Bătrân (în limba greacă: Νικηφόρος Φωκάς, Nikēphoros Phōkas) (n. cca. 830 - d. cca. 896) a fost unul dintre generalii bizantini aflați în serviciul împăratului Vasile I al Bizanțului.
Descinzând din familia Focas, una dintre marile familii de proprietari din Anatolia, Nicefor a avansat în ierarhia Imperiului până la pozițiile de patrikios și domestikos ton scholon. El a avut succes în recucerirea de la arabii din sudul Italiei a orașului Taranto și a celei mai mari părți din Calabria în 885-886, succese care au deschis o nouă perioadă de dominație a Bizanțului în regiune.
Nicefor Focas a fost tatăl lui Bardas Focas cel Bătrân și al lui Leon Focas cel Bătrân și bunic al lui Nicefor II Focas, viitor împărat.